# Подедвуже
Подедвуже (пол. Podedwórze) — село в Польщі, у гміні Подедвуже Парчівського повіту Люблінського воєводства. Населення — 450 осіб (2011).

## Історія
За даними етнографічної експедиції 1869—1870 років під керівництвом Павла Чубинського, у селі переважно проживали греко-католики, які розмовляли українською мовою.
У 1975—1998 роках село належало до Білопідляського воєводства.

## Демографія
Демографічна структура станом на 31 березня 2011 року:
|          | Загалом | Допрацездатний вік | Працездатний вік | Постпрацездатний вік |
| -------- | ------- | ------------------ | ---------------- | -------------------- |
| Чоловіки | 222     | 47                 | 154              | 21                   |
| Жінки    | 228     | 43                 | 136              | 49                   |
| Разом    | 450     | 90                 | 290              | 70                   |